# Булавоусые пилильщики
Булавоусые пилильщики (лат. Cimbicidae) — семейство сидячебрюхих перепончатокрылых из группы пилильщиков надсемейства Tenthredinoidea. Семейство включает в себя около 200 видов. Крупные пилильщики, Cimbex femoratus имеет длину до 3 см.

## Распространение
Встречаются повсеместно, главным образом в Голарктике (130 видов). В Европе около 50 видов.

## Классификация
Четыре подсемейства (Coryninae, Abiinae, Cimbicinae, Pachylostictinae), 20 родов, до 200 видов.
- Подсемейство Coryninae
  - Corynis Thunberg, 1789
- Abiinae
  - Abia Leach, 1817
    - Abia semenoviana

  - Aenoabia Kangas, 1946
  - Zaraea Leach, 1817
    - Zaraea gussakovskii
- Подсемейство Cimbicinae
  - Cimbex Olivier, 1790
    - Cimbex femoratus (Linnaeus, 1758)
    - Cimbex luteus (Linnaeus, 1758)

  - Praia Wankowicz, 1880
  - Pseudoclavellaria Schultz, 1906
  - Trichiosoma Leach, 1817

## Редкие виды
- Ориентабия уссурийская
- Псевдоклавеллария Семёнова